# Rhinocricus tucumanensis
Rhinocricus tucumanensis är en mångfotingart som beskrevs av Filippo Silvestri 1895. Rhinocricus tucumanensis ingår i släktet Rhinocricus och familjen Rhinocricidae. Inga underarter finns listade i Catalogue of Life.